# Francis Sampedro
Francisco Ángel Sampedro, plus connu comme Francis Sampedro, né le 22 septembre 1955 à Llanes (Asturies, Espagne), est un footballeur et entraîneur espagnol.

## Biographie
Francis Sampedro s'établit avec sa famille en Suisse en 1969, à l'âge de 14 ans.
Il commence sa carrière avec le CS Chênois, où il joue de 1975 à 1977, au poste de milieu de terrain.
En 1977, il rejoint le Lausanne-Sports, où il joue pendant deux saisons. Avec cette équipe, il participe à la Coupe UEFA lors de la saison 1978-1979 (2 matches, 1 but, face aux Luxembourgeois de La Jeunesse d'Esch).
Il joue ensuite la saison 1979-1980 avec le club de Neuchâtel Xamax.
Le 15 octobre 1980, il joue un match amical avec le FC Barcelone alors entraîné par le légendaire László Kubala, et marque un but à cette occasion,.
Il joue la saison 1980-1981 avec les Young Boys.
En 1981, il rejoint le FC Bulle qui vient de monter en LNA. Il joue pendant neuf saisons avec Bulle, puis met un terme à sa carrière de joueur en 1990.
En 1997, il devient entraîneur du FC Bulle, poste qu'il occupe jusqu'en 2002. De 2007 à 2009, il entraîne le FC La Tour/Le Pâquier.